# بابلو كيولار
بابلو كيولار (بالإسبانية: Pablo Cuéllar)‏ هو لاعب شطرنج بنمي، ولد في 1952.

## وصلات خارجية
- بابلو كيولار على موقع مباريات الشطرنج (الإنجليزية)
- بابلو كيولار على موقع 365Chess.com (الإنجليزية)
- بابلو كيولار سجل أولمبياد الشطرنج على موقع OlimpBase.org (الإنجليزية)